# Condado de Chesterfield (Virginia)
El condado de Chesterfield es un condado del estado de Virginia, Estados Unidos. Tiene una población estimada, a mediados de 2023, de 383 876 habitantes.
La sede del condado es Chesterfield.
Es parte del área metropolitana de Richmond.
El condado fue formado el 25 de mayo de 1749 a partir de una porción del condado de Henrico. Fue nombrado en honor a Phillip Stanhope, 4° Conde de Chesterfield, un destacado estadista inglés que había sido Gobernador General de Irlanda.

## Geografía
Según la Oficina del Censo, el condado tiene una superficie total de 1132 km², de los cuales 1097 km² corresponden a tierra firme y 35 km² están cubiertos de agua.

### Condados adyacentes
- Condado de Henrico (noreste)
- Richmond (noreste)
- Condado de Charles City (este)
- Hopewell (sureste)
- Condado de Prince George (sureste)
- Colonial Heights (sureste)
- Petersburg (sureste)
- Condado de Dinwiddie (sur)
- Condado de Amelia (suroeste)
- Condado de Powhatan (noroeste)
- Condado de Goochland (noroeste)

### Áreas protegidas nacionales
- Presquile National Wildlife Refuge
- Richmond National Battlefield Park (en parte)

## Demografía

### Censo de 2020
Según el censo de 2020, en ese momento la población del condado era de 364 548 habitantes. La densidad de población era de 330 hab./km². Había 138 691 unidades habitacionales, lo que implicaba una densidad de 126/km².
| Raza                   | Núm.    | Porc.  |
| ---------------------- | ------- | ------ |
| Blancos                | 216 290 | 59.3%  |
| Afroamericanos         | 83 107  | 22.8%  |
| Amerindios             | 1589    | 0.4%   |
| Asiáticos              | 13 185  | 3.6%   |
| Isleños del Pacífico   | 246     | 0.1%   |
| De otras razas         | 23 175  | 6.4%   |
| De una mezcla de razas | 26 956  | 7.4%   |
| Total                  | 364 548 | 100.0% |

Del total de la población, el 11.04% eran hispanos o latinos de cualquier raza. 

### Estimación 2018-2022
De acuerdo con la estimación 2018-2022 de la Oficina del Censo, los ingresos promedio de los hogares del condado son de $100,702 y los ingresos promedio de las familias son de $113,383. Los ingresos per cápita en los últimos doce meses, medidos en dólares de 2022, son de $45,041. Alrededor del 6.4% de la población está por debajo de la línea de pobreza nacional.

## Comunidades

### Lugares designados por el censo (census-designated places,CDP)
- Bellwood
- Bensley
- Bon Air
- Brandermill
- Chester
- Chesterfield
- Enon
- Ettrick
- Manchester
- Matoaca
- Meadowbrook
- Rockwood
- Woodlake

### Localidades
- Bermuda Hundred
- Midlothian
- Moseley